# رحیم میرآخوری
رحیم میرآخوری (۱۰ اردیبهشت ۱۳۳۵) یک بازیکن فوتبال اهل ایران است.
وی همچنین در تیم ملی فوتبال ایران بازی کرده‌است .
میرآخوری در سال ۷۶-۱۳۷۵ که به عنوان سرمربی تیم ملی جوانان عهده دار برپایی اردوی انتخابی تیم ملی جوانان بود ، موفق ترین سال خود را تجربه کرد و بازیکنان با ارزشی را همچون مهدی مهدوی کیا از گوشه کنار کشور گلچین و به فوتبال کشور معرفی کرد.